# Aedes kesseli
Aedes kesseli är en tvåvingeart som beskrevs av Huang och Hitchcock 1980. Aedes kesseli ingår i släktet Aedes och familjen stickmyggor.
Artens utbredningsområde är Tonga. Inga underarter finns listade i Catalogue of Life.